# Ybbs an der Donau
Ybbs an der Donau – miasto w Austrii, w kraju związkowym Dolna Austria, w powiecie Melk, w regionie Mostviertel, nad rzeką Ybbs. Liczy 5 578 mieszkańców (1 stycznia 2014).

## Zabytki
- kościół pw. św. Wawrzyńca wybudowany około 1500 roku[2].